# Johann Heinrich Coulmann
Johann Heinrich Coulmann (* 1751; † 1817) war ein leitender Beamter der Regierung des Großherzogtums Hessen.

## Karriere
Johann Heinrich Coulmann arbeitete zunächst in der Finanzverwaltung der Grafschaft Hanau-Lichtenberg in Buchsweiler, die seit 1736 zur Landgrafschaft Hessen-Darmstadt gehörte. Von dort wechselte er in die Zentrale der Landgrafschaft nach Darmstadt. Er war zunächst Referendar, dann Regierungsfiskal.
Mit einem Organisationsedikt vom 12. Oktober 1803 wurde nach den Zugewinnen durch den Reichsdeputationshauptschluss eine innere Reform der Landgrafschaft unumgänglich, auch die Regierung wurde neu aufgestellt. Neu war, dass die Spitzenbehörden nicht mehr kollegial, sondern durch einzelne Spitzenbeamten geleitet wurden. In der Anfangszeit des Großherzogtums Hessen war Coulmann geheimer Referendar im Innenministerium. 1812 leitet er zusammen mit Carl Joseph von Wrede das Finanzministerium. Die Bezeichnung „Minister“ war damals noch nicht üblich. Sie setzte sich erst im Laufe des 19. Jahrhunderts durch.

## Privates
Johann Heinrich Coulmann war Pate von Theodor Fliedner, der am 21. Januar 1800 in Eppstein geboren wurde.